# Umatilla (Florida)
Umatilla ist eine Stadt im Lake County im US-Bundesstaat Florida. Das U.S. Census Bureau hat bei der Volkszählung 2020 eine Einwohnerzahl von 3.685 ermittelt.

## Geographie
Umatilla liegt rund 15 Kilometer nördlich von Tavares sowie etwa 50 Kilometer nördlich von Orlando.

## Demographische Daten
Laut der Volkszählung 2010 verteilten sich die damaligen 3456 Einwohner auf 1708 Haushalte. Die Bevölkerungsdichte lag bei 523,6 Einw./km². 91,5 % der Bevölkerung bezeichneten sich als Weiße, 3,2 % als Afroamerikaner, 0,4 % als Indianer und 0,2 % als Asian Americans. 3,6 % gaben die Angehörigkeit zu einer anderen Ethnie und 1,1 % zu mehreren Ethnien an. 10,7 % der Bevölkerung bestand aus Hispanics oder Latinos.
Im Jahr 2010 lebten in 25,7 % aller Haushalte Kinder unter 18 Jahren sowie 46,5 % aller Haushalte Personen mit mindestens 65 Jahren. 61,0 % der Haushalte waren Familienhaushalte (bestehend aus verheirateten Paaren mit oder ohne Nachkommen bzw. einem Elternteil mit Nachkomme). Die durchschnittliche Größe eines Haushalts lag bei 2,28 Personen und die durchschnittliche Familiengröße bei 2,89 Personen.
23,1 % der Bevölkerung waren jünger als 20 Jahre, 17,9 % waren 20 bis 39 Jahre alt, 23,7 % waren 40 bis 59 Jahre alt und 35,3 % waren mindestens 60 Jahre alt. Das mittlere Alter betrug 49 Jahre. 47,1 % der Bevölkerung waren männlich und 52,9 % weiblich.
Das durchschnittliche Jahreseinkommen lag bei 37.816 $, dabei lebten 17,2 % der Bevölkerung unter der Armutsgrenze.
Im Jahr 2000 war Englisch die Muttersprache von 97,13 % der Bevölkerung und spanisch sprachen 2,87 %.

## Sehenswürdigkeiten
Am 27. Januar 2000 wurde die First United Methodist Church of Umatilla in das National Register of Historic Places eingetragen.

## Verkehr
Umatilla wird von der Florida State Road 19 durchquert.
Der nächste Flughafen ist der etwa 55 Kilometer südöstlich gelegene Orlando Sanford International Airport.
Die Florida Central Railroad operiert im Frachtverkehr von hier über Tavares nach Sorrento sowie bis Orlando und Winter Garden.